# Seven Eleven

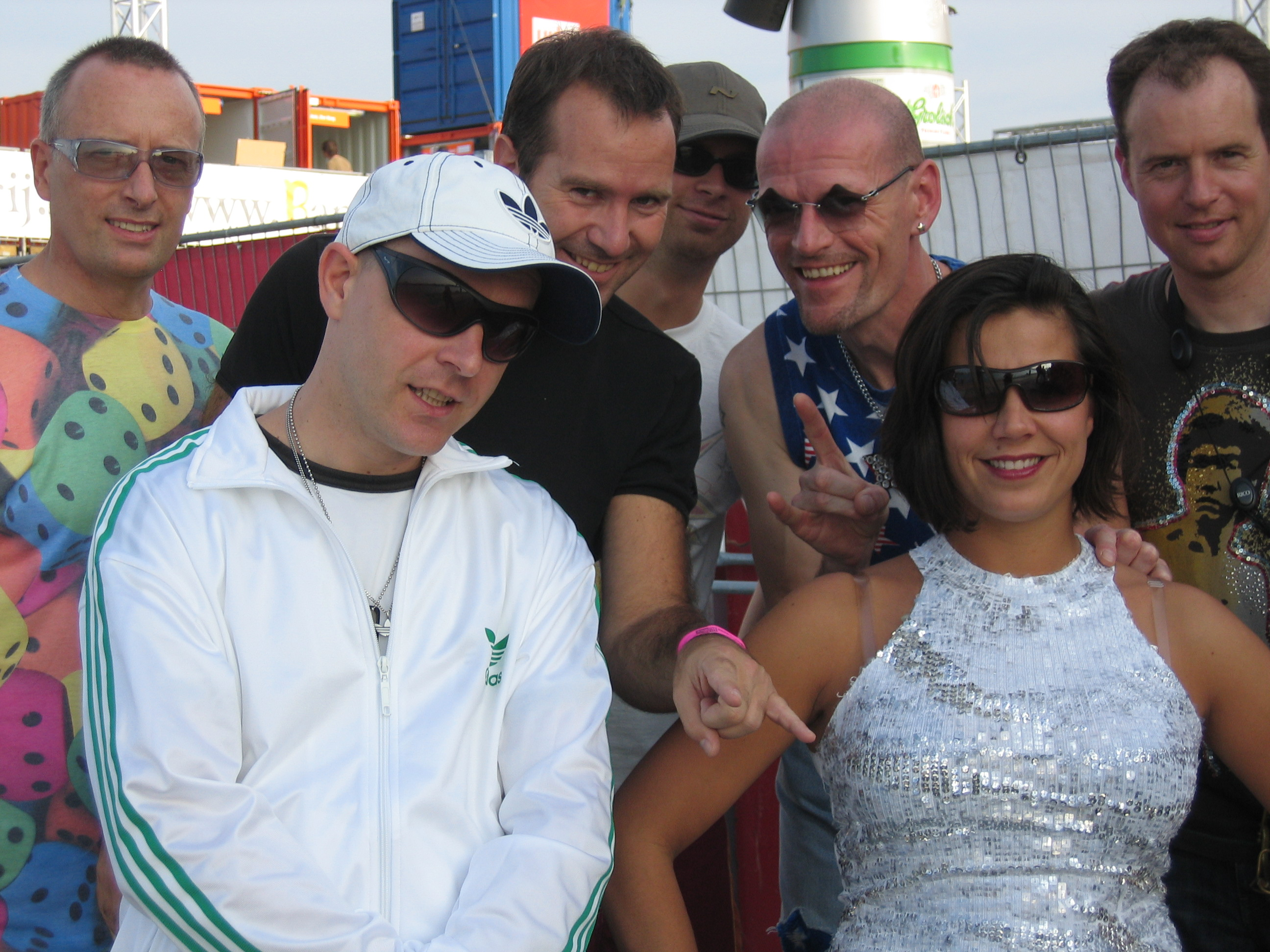
Seven Eleven in 2008

Seven Eleven is een Nederlandse funkband.

## Geschiedenis
Seven Eleven ontstond in 1987 en heeft sindsdien samengewerkt met diverse musici uit de Amerikaanse funkwereld. Seven Eleven speelde op verschillende nationale en internationale podia en festivals, waaronder driemaal op het North Sea Jazz Festival.

### Uitgaven
Nadat nummers van de band eerst alleen op verzamel-cd's verschenen, kwam in 1996 Seven Elevens debuutalbum The Come Out uit. De cd werd geproduceerd door de New Yorkse funkgitarist Menace, die daarna ook meespeelde bij liveoptredens.
In 2000 resulteerde een samenwerkingsproject met funkproducer handieMan in een tweede album: Get 'm Down! HandieMan samplede en remixte liveopnamen van de band tot nieuwe tracks.
In 2003 bracht Challenge Records het album Hot 'n' Funky uit, met als gasten Brainpower en Fred Wesley. Gelijktijdig verscheen Seven Elevens eerste album opnieuw als The New Come Out, met als extraatjes Seven Elevens single "Unfunky B.I.T.C.H." uit 1999 en liveopnamen met Mudbone Cooper in de Melkweg in Amsterdam.
Eind januari 2006 kreeg Seven Eleven landelijke bekendheid toen gitarist en manager Marcel Kaatee werd aangehouden. Justitie beschouwde hem als ´de financiële man´ bij vermeende afpers- en witwaspraktijken van Willem Holleeder. Nadat de gitarist-manager in oktober 2006 in afwachting van het strafproces op vrije voeten kwam, verscheen Live in Paris, een liveregistratie van het concert dat de band in 2004 gaf tijdens het Parijse festival Fête de l'Humanité. In 2009 sprak het Amsterdamse gerechtshof de funkgitarist vrij. 
Met het jubileumalbum ´25 Years and still funkin´´ viert de band in 2012 haar 25-jarig bestaan.

## Bezetting

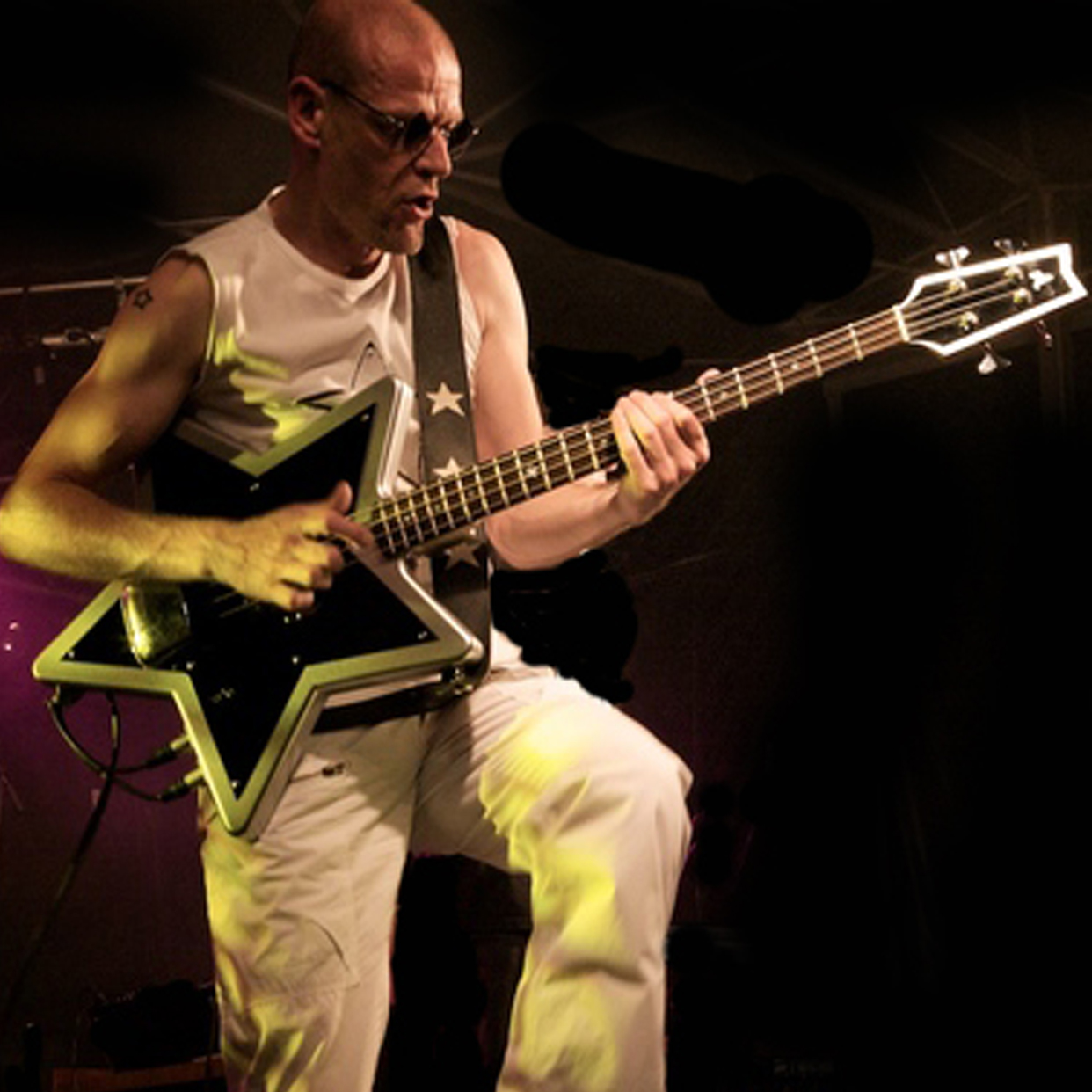
De bassist van Seven Eleven

- Juliette Brans: zang
- Coen Grooten: rap
- Bart Verhoeven: bas
- Marcel Kaatee: gitaar
- Hans van den Hurk: drums

## Discografie
Singles
- 1999 - Unfunky B.I.T.C.H. / Say P-Funk (cd-single) - Seven Eleven Records
- 2000 - Unfunky B.I.T.C.H. / Say P-Funk (12") - Seven Eleven Records
- 2015 - Disco wasn't good enough (cd-single 4 mixes) - Seven Eleven Records

Albums
- 1996 - The Come Out - eigen beheer
- 2000 - Get 'm down! - Seven Eleven Records
- 2000 - The Come Out (extended version) - Seven Eleven Records
- 2003 - Hot 'n' funky - JJ Tracks / Challenge Records
- 2003 - The New Come Out - Seven Eleven Records
- 2006 - Live in Paris - Seven Eleven Records
- 2012 - 25 Years and still funkin' - Seven Eleven Records
- 2014 - Live in Uden - Seven Eleven Records
- 2015 - Back to the Source - Seven Eleven Records

Compilaties
- 1989 - Funkin' Delight - Berdu Records
- 1994 - Camelpop '93 (live) - PMF Records
- 1994 - Maasland Rocks - Popkollektief Oss
- 1996 - Zomerfeesten '96 - New Road Music
- 1997 - Splank! The Trunk 'O' Funk Compilation Pt.2 - Splank Records
- 1999 - Funk to the Max (I) - Disky
- 2000 - Funk to the Max (II) - Disky
- 2001 - 100% Jazz Volume 1 - JJ Tracks / Challenge Records